# Aula
För andra betydelser, se Aula (olika betydelser).

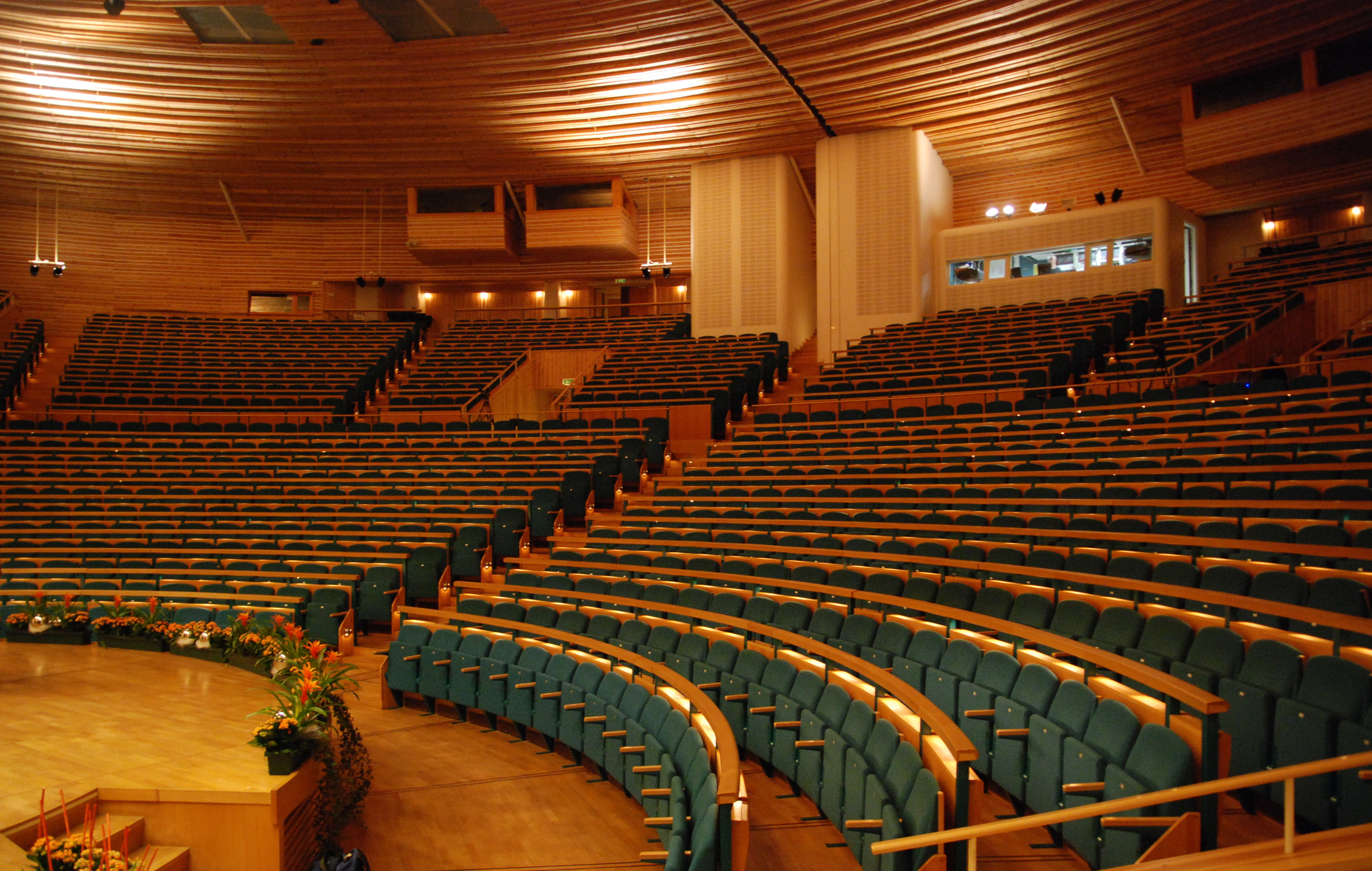
Aula Magna vid Stockholms universitet.

En aula är ett stort rum i universitet och skolor som fungerar som samlingslokal eller hörsal. Aula är även en centralhall i en större anläggning.